# Bestia da stile
Bestia da stile è una delle sei tragedie composte da Pier Paolo Pasolini.  Il testo venne rimaneggiato dall’autore per quasi dieci anni, dal 1965 al 1974.

## Descrizione
L’opera fu definita da Pasolini la sua auto biografia, infatti scrive  nella nota introduttiva del dramma: "Ho scritto quest’opera teatrale dal 1965 al 1974, attraverso continui rifacimenti, e quel che più importa, attraverso continui aggiornamenti: si tratta infatti, di una autobiografia."
All’interno sono contenuti temi politici e letterari che hanno caratterizzato la vita dell’autore. Pasolini identifica nella figura di Jan Palach il suo alter ego, condividendo con il ragazzo del dramma ideali, vita, resistenza, spirito politico e rivoluzionario.

## Trama
Il dramma teatrale è composto da nove episodi, che hanno origine dalla vita di Jan, ragazzo simbolo della lotta contro la repressione della Primavera di Praga, l’entrata dell’esercito tedesco nella città Boema, fino all’irruzione dei carri armati sovietici il 20 Gennaio 1968.
L’opera si apre con una introduzione corale che comunica al pubblico l’ambientazione nella Boemia degli anni Trenta.
Nelle scene Jan appare sulla riva di un fiume, Io vengo qui,
```
   dove non c’è nessuno perché è solo primavera,
```

```
   per stringere nella mano
```

```
   il mio sesso, così diverso dal vostro.
[
2
]
```

Jan racconta della sua formazione, includendo riflessioni sulla resistenza al fascismo e alle sue vittime, sorte del fratello di Pasolini, trucidato e avvolto nella bandiera rossa, che diventerà poi un altro tipo di rosso con l’invasione di coloro che anni prima furono i liberatori:
‘’[…] così, da surrealista, infine, il rosso di questa bandiera,
```
 che dunque diventerà altro rosso.
```

Dico surrealista, perché il futurismo mi fu prenatale’’.
Nel dramma vi è l’evocazione sotto forma di personaggi scenici del Capitale e della Rivoluzione.  Protagonista è anche la rappresentazione della madre e del padre di Pasolini.

## Edizioni
- Pier Paolo Pasolini, Bestia da stile,  Rubbettino, 2011.